# Carl Settergren

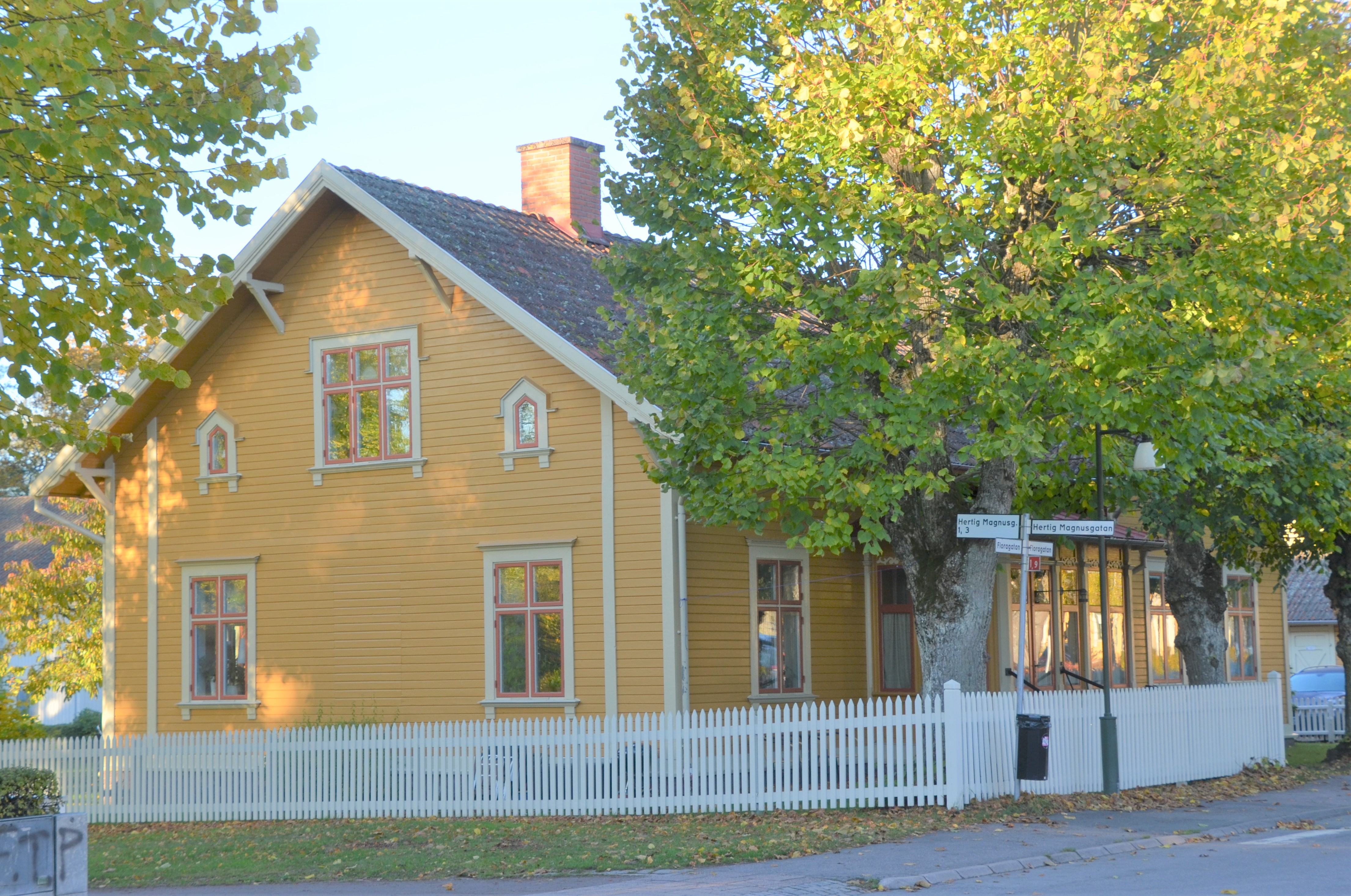
Settergrenska villan, Floragatan 9 i Hjo

Carl Vilhelm Settergren, född 12 januari 1863 i Värsås, Skaraborgs län, död 15 oktober 1954 i Hjo stadsförsamling, Hjo, var en svensk veterinär och lokalpolitiker.
Carl Vilhelm Settergren utbildade sig till veterinär 1883–1887 på Skara veterinärinrättning. Han var distriktsveterinär i Edsvära från 1983 och i Hjo mellan 1890 och 1928.
Han var omkring sekelskiftet 1800/1900 och under tidigt 1900-tal tillsammans med grosshandlaren Helmer Sjöstedt en av Hjos mest framträdande lokalpolitiker och bland annat ordförande i drätselkammaren 1902–1922 och kommunalfullmäktige 1922–1930..
Carl Settergren uppförde i slutet av 1800-talet ett av de tidigare bostadshusen i Nya staden. Fastigheten ligger vid Floragatan och Hertig Magnus gata/Ånabacken och hade en parkliknande trädgård, med bland annat dammar med vattenliljor vid Hjoån.